# سحبان (تعز)
سحبان هي إحدى قرى جمهورية اليمن. تتبع جغرافيا لمحافظة تعز وإداريًا لمديرية مقبنة. يبلغ تعداد سكانها 1873 نسمة حسب الإحصاء الذي أجري عام 2004.